# Leander Ghyssels
Leander Ghyssels, né le 11 novembre 1899 à Huysse et mort le 28 juillet 1973 dans la même commune,, est un coureur cycliste belge. Il participe à des compétitions durant les années 1920 et 1930.

## Biographie
En 1925, Leander Ghyssels évolue sous les couleurs de l'AA Roubaix avec un statut d'indépendant. Il court ensuite au niveau professionnel entre 1928 et 1936 au sein de diverses équipes. Durant cette période, il remporte notamment une édition du Circuit de la Vienne, une étape de Bordeaux-Marseille ainsi qu'une étape du Circuit de l'Ouest. Il obtient par ailleurs quelques victoires dans des kermesses belges.

## Palmarès
- 1930
  - Critérium du Midi
  - 2e du Championnat des Flandres
  - 2e du Grand Prix de Zwevegem
  - 3e de Paris-Bruxelles
  - 3e de Paris-Rennes
- 1931
  - 2e étape de Bordeaux-Marseille
  - Circuit de la Vienne
- 1933
  - 7e étape du Circuit de l'Ouest
- 1935
  - 3e du Derby du Nord